# منتخب ماليزيا لكرة الصالات للسيدات
منتخب ماليزيا لكرة الصالات للسيدات هو ممثل ماليزيا الرسمي في المنافسات الدولية في كرة الصالات للسيدات
. تأسس في 2007.